# Вая (Пермский край)
Вая — посёлок в Красновишерском районе Пермского края. Административный центр Вайского сельского поселения.

## История
Населённый пункт известен с 1947 года. 24 июля 1957 года здесь на базе Велсовского и Вайского лесоучастков, а также мастерского участка «Сосновец» Щугорского ЛПХ возник Вайский леспромхоз. С 28 июля 1961 до января 2006 года Вая являлась центром Вайского сельского совета.

## Географическое положение
Расположен на правом берегу реки Вишера, при впадении в неё реки Большая Вая, в 18 км севернее горы Золотой Камень, примерно в 100 км к северо-востоку от центра района, города Красновишерск.

## Население
| 2010 |
| ---- |
| 393  |

## Улицы[3]
- Аэродромная ул.
- Больничная ул.
- Гагарина ул.
- Золотихинская ул.
- Лесная ул.
- Набережная ул.
- Октябрьская ул.
- Строителей ул.

## Топографические карты
- Лист карты P-40-129,130 Вая. Масштаб: 1 : 100 000. Состояние местности на 1983 год. Издание 1987 г.